# Centaurea tauromenitana
Centaurea tauromenitana — вид квіткових рослин родини айстрових (Asteraceae). Ареал: Сицилія.

## Поширення
Це ендемічний вид північно-східної Сицилії з обмеженим ареалом на невеликій територіальній території поблизу Таорміни, біля підніжжя гір Пелорітані. Віддає перевагу вапняковим скелям біля моря, на висоті від рівня моря до 600 метрів.

## Морфологічна характеристика
Багаторічна напівкущикова заввишки від 40 до 90 см. Квітки сірчано-жовтого кольору зібрані у великі суцвіття з напівсферичною головкою, діаметром 20–40 мм (одні з найбільших у роду Centaurea), що тримаються іржавими приквітками. Плоди — сім'янки з довгим темним папусом.